# Сичилиано ди Ренде, Камилло
Камилло Сичилиано ди Ренде (итал. Camillo Siciliano di Rende; 9 июня 1847, Неаполь, королевство Обеих Сицилий — 16 мая 1897, Монтекассино, королевство Италия) — итальянский кардинал. Титулярный епископ Трикарико с 28 декабря 1877 по 12 мая 1879. Архиепископ Беневенто с 12 мая 1879 по 18 января 1897. Апостольский нунций во Франции с 26 октября 1882 по 14 марта 1887. Апостольский администратор Лучеры с 3 февраля 1888 по 1891. Кардинал-священник с 14 марта 1887, с титулом церкви Сан-Систо с 26 мая 1887.